# Kalînivske, Sînelnîkove
Kalînivske (în ucraineană Калинівське) este un sat în comuna Lubeanka din raionul Sînelnîkove, regiunea Dnipropetrovsk, Ucraina.

## Demografie
Componența lingvistică a localității Kalînivske
     Ucraineană (85,71%)
     Rusă (8,16%)
     Română (4,08%)
     Belarusă (2,04%)
Conform recensământului din 2001, majoritatea populației localității Kalînivske era vorbitoare de ucraineană (85,71%), existând în minoritate și vorbitori de rusă (8,16%), română (4,08%) și belarusă (2,04%).